# Bella Union
Bella Union je britské nezávislé hudební vydavatelství. Založila jej v roce 1997 skupina Cocteau Twins, aby jeho prostřednictvím mohla vydávat jak své nahrávky, tak i tvorbu dalších hudebníků. Kapela se však ještě před vydáním nějakých nahrávek společností Bella Union rozpadla. Namísto zrušení vydavatelství se však dva z členů, Robin Guthrie a Simon Raymonde, rozhodli v jeho činnosti pokračovat. Své nahrávky u společnosti vydávali například Van Dyke Parks, Marissa Nadler, Josh T. Pearson či duo Xylouris White.